# Sten Rosell
Sten Rosell, född 8 mars 1919 i Nylöse församling, Göteborgs och Bohus län, död 17 juni 1993 i Askim, Göteborg, var en svensk sångtextförfattare. Han har varit verksam under pseudonymen Rosell.